# Liste der Monuments historiques in May-en-Multien
Die Liste der Monuments historiques in May-en-Multien führt die Monuments historiques in der französischen Gemeinde May-en-Multien auf.

## Liste der Bauwerke
| Bezeichnung                       | Beschreibung | Standort | Kennzeichnung | Schutzstatus | Datum | Bild           |
| --------------------------------- | ------------ | -------- | ------------- | ------------ | ----- | -------------- |
| Kirche Notre-Dame-de-l’Assomption |              | (Lage)   | PA00087086    | Classé       | 1911  | weitere Bilder |

## Liste der Objekte
Zum Verständnis siehe: Kirchenausstattung
- Monuments historiques (Objekte) in May-en-Multien in der Base Palissy des französischen Kultusministeriums